# Велике кіно Кліффорда
Велике кіно Кліффорда — мультфільм 2004 року.

## Сюжет
Кліффорд і його друзі вирушають у велику подорож через всю країну, щоб виграти головний приз змагання талантів Таммі Яммі. Разом з новими друзями, включаючи високо літаючого тхора Шеклфорда, чіхуахуа Родріго та першу корову сцени Дороті. Цей кумедний звіринець поза сумнівом буде переможцем і надасть всім глядачам масу веселощів і позитивних емоцій.